# Friedrich Steinhoff (Offizier)
Friedrich „Fritz“ Steinhoff (* 14. Juli 1909 in Küllstedt; † 19. Mai 1945 in Boston-Charlestown) war ein deutscher Offizier der Kriegsmarine, zuletzt Kapitänleutnant, sowie U-Boot-Kommandant im Zweiten Weltkrieg. Unter seinem Kommando wurden Versuche mit einem Raketen-U-Boot in Peenemünde durchgeführt. Er operierte mit U 873 in den letzten Kriegstagen nahe der Atlantikküste der Vereinigten Staaten. Nachdem er sich bei Kriegsende mit seiner Mannschaft der US Navy ergeben hatte, wurde er bei Verhören gefoltert und nahm sich am 19. Mai 1945 das Leben.

## Leben
Friedrich Steinhoff wuchs in seiner Geburtsstadt Küllstedt in Thüringen auf und ging nach seinem Schulabschluss zur Handelsmarine, wo er als nautischer Offizier diente. Am 5. April 1935 wechselte Friedrich Steinhoff als Offiziersanwärter zur Reichsmarine, die ab 1. Juni 1935 den Namen Kriegsmarine trug. Nach seiner Grund- und Bordausbildung, die bis November 1939 andauerte, wurde er im Dezember 1939 Kommandant eines Minensuchbootes in der 4. Minensuchflottille und kam im Mai 1940 zum Küstenschutzverband in Bergen (Norwegen). Ab März 1941 wurde er als Offizier für U-Boote ausgebildet und wurde im Juli 1941 Wachoffizier auf U 96. Von Oktober bis November 1941 nahm er an einem Kommandanten-Lehrgang bei der 26. U-Flottille im ostpreußischen Pillau teil. Am 1. Dezember 1941 wurde er zum Kapitänleutnant befördert, und mit der Indienststellung von U 511 vom Bautyp IXC in Hamburg am 8. Dezember 1941 wurde er dessen erster Kommandant. Bis zum 31. Juli 1942 wurde das U-Boot unter seinem Kommando bei der in Stettin stationierten 4. U-Flottille zu Ausbildungszwecken eingesetzt und getestet.
Vom 31. Mai 1942 bis zum 5. Juni 1942 war Friedrich Steinhoff mit U 511 im Hafen der Heeresversuchsanstalt Peenemünde, wo im Rahmen von „Projekt Ursel“ an dem U-Boot Abschussversuche mit Raketen durchgeführt wurden. Es gelang zum ersten Mal der Abschuss einer Rakete von einem U-Boot aus 23 m Meerestiefe. Friedrich arbeitete eng mit seinem Bruder Ernst Steinhoff zusammen, der in Peenemünde mit der Entwicklung von Raketen für den Einsatz durch die Wehrmacht befasst war.
Steinhoff kommandierte U 511 auf zwei Feindfahrten – vom 16. Juli 1942 bis zum 29. September 1942 sowie vom 24. Oktober 1942 bis zum 28. November 1942. In dieser Zeit (und auch weiterhin bis zu seiner Außerdienststellung am 1. September 1943) gehörte das U-Boot 10. U-Flottille mit Sitz in Lorient. Auf seiner ersten Feindfahrt versenkte das U-Boot unter Steinhoff zwei Tanker mit zusammen 21.999 BRT und beschädigte einen mit 8.773 BRT. Bei seiner zweiten Feindfahrt erkrankte Steinhoff dagegen mit blutigem Durchfall und Magenschmerzen, so dass das Boot ohne Versenkungen nach Lorient zurückkehren musste. Am 18. Dezember 1942 gab Steinhoff das Kommando über U 511 an Fritz Schneewind ab. Von Februar 1943 an diente Kapitänleutnant Steinhoff nun als Stabsoffizier im Stab der 7. U-Flottille in Saint-Nazaire.
Ab Januar 1944 wurde Steinhoff in der 6. Kriegsschiffbaulehrabteilung in Bremen auf die Führung des neuen U-Boots U 873 vom Bautyp IXD2 vorbereitet. Mit der Indienststellung des U-Bootes in Bremen wurde er am 1. März 1944 Kommandant von U 873, das er bis zum 31. Januar 1945 als Ausbildungsboot der in Stettin ansässigen 4. U-Flottille, ab 1. Februar 1945 dann als Frontboot in der 33. U-Flottille mit Sitz in Flensburg leitete. Nach Verlegungsfahrten des U-Bootes verließ er am 30. März 1945 mit U 873 den Hafen von Kristiansand in den Nordatlantik vor die Ostküste der USA. Als Teil der U-Boot-Gruppe „Seewolf“ sollte das U-Boot feindliche Schiffe direkt an der nordamerikanischen Küste angreifen, doch kam es zu keinem Feindkontakt. Die Führung der US Navy fürchtete einen U-Boot-Angriff mit Raketen oder Marschflugkörpern auf Städte der USA, doch in Wirklichkeit war keines der U-Boote damit bestückt. In der Operation Teardrop wurden durch massiven Einsatz zahlreicher Kriegsschiffe 10 der 18 U-Boote des „Seewolfs“ vernichtet – neun davon ohne Überlebende –, doch Steinhoffs U 873 entging diesem Schicksal. Nach der Kapitulation der Wehrmacht am 8. Mai 1945 entschied Steinhoff, den Bedingungen gemäß das U-Boot der US Navy auszuliefern und sich zu ergeben. Am 11. Mai 1945 kapitulierte Steinhoff mit seiner 59-köpfigen Besatzung gegenüber dem Geleitzerstörer USS Vance. Am 17. Mai 1945 traf Steinhoff mit seiner Besatzung auf U 873 unter Begleitung des US-Zerstörers in der US-amerikanischen Küstenstadt Portsmouth (New Hampshire) ein.

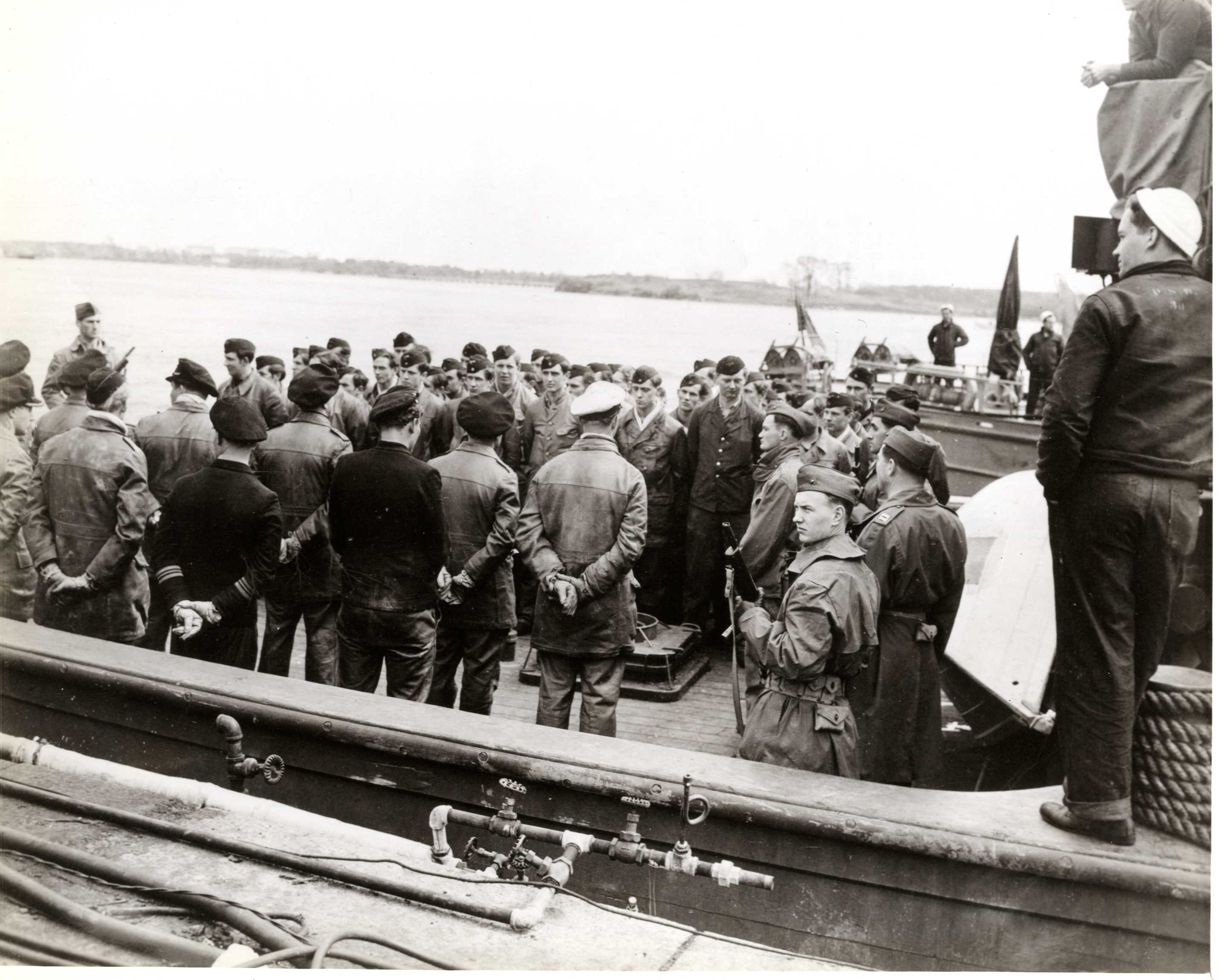
Deutsche Kriegsgefangene von U-873 im Hafen von Portsmouth. Friedrich Steinhoff mit seiner weißen Dienstmütze ist nur von hinten zu sehen.

Steinhoff und seine Männer wurden zunächst im Marinegefängnis von Portsmouth verhört, dann aber in den Bostoner Stadtteil Charlestown gebracht. Hier mussten sie durch die Straßen von Boston zum Stadtgefängnis Suffolk County Charles Street Jail marschieren, wobei sie von Schaulustigen vom Straßenrand aus beschimpft und mit Steinen und Müll beworfen wurden. Ihre Orden und andere Habseligkeiten wurden unter dem Gefängnispersonal als Souvenirs verteilt.
Der zivile Vernehmungsbeamte Jack Henry Alberti übernahm die Verhöre der Gefangenen, wobei ein kräftiger Marinesoldat die Aufgabe hatte, die Verhörten bei Bedarf zu prügeln. Steinhoffs Gesicht war nach den Verhören geschwollen und wies eine Schnittwunde auf. Am 19. Mai 1945 nahm er sich das Leben, indem er sich in seiner Zelle mit einem zerbrochenen Brillenglas und einem Stück Draht aus seiner Dienstmütze die Pulsader am rechten Handgelenk auftrennte und so verblutete. Er wurde in Fort Devens begraben (Grabnummer 934).
Der Inhalt der Verhöre wurde geheim gehalten. Friedrich Steinhoff wird insbesondere mit den Versuchen an Raketen-U-Booten in Peenemünde in Verbindung gebracht, doch wurden Vermutungen aufgestellt, dass es bei den Verhören um Urantransporte mit deutschen U-Booten nach Japan ging. Im Gegensatz zu U 234 hatte U 873 zum Zeitpunkt seiner Kapitulation aber kein Uran an Bord.
Auf Grund von Steinhoffs Freitod veranlasste die US-amerikanische Marineführung eine offizielle Untersuchung. In dem Bericht derselben vom 29. Juni 1945 wurde festgestellt, dass die Verteilung des Eigentums der Gefangenen unter dem Gefängnispersonal als Souvenirs ebenso wie der Einsatz von Prügel während der Verhöre ein erheblicher Verstoß gegen die Genfer Konvention und gegen die daran ausgerichteten Richtlinien der US Navy für den Umgang mit Gefangenen gewesen sei. Darüber hinaus habe der Zivilbeamte Jack Henry Alberti mit den Verhören unter Zuhilfenahme des für die Prügel eingesetzten Marinesoldaten seine Kompetenzen als Beamter weit überschritten.

## Familie
Friedrich Steinhoff war mit Ilse Steinhoff in Cuxhaven verheiratet und hatte drei Kinder. Sie hießen Frank, Dirk und Jörn. Fritz jüngsten Sohn hat er selbst nie kennengelernt. Während Friedrich Steinhoffs Leben 1945 in einem Bostoner Gefängnis endete, wurde sein älterer Bruder Ernst Steinhoff (1908–1987) als Dr. Ing. und Spezialist für Raketentechnik 1945 im Rahmen der Operation Paperclip in die USA gebracht, wo er erheblich zu deren Raketenprogramm beitrug.

## Militärische Auszeichnungen
- Dienstauszeichnung IV. Klasse der Kriegsmarine am 5. April 1939
- Eisernes Kreuz (1939)
  - II. Klasse im Mai 1940
  - I. Klasse am 30. September 1942
- Kriegsabzeichen für Minensuch-, U-Boot-Jagd- und Sicherungsverbände im Mai 1940
- U-Boot-Kriegsabzeichen (1939) am 30. September 1942